# The Amazing Impostor
The Amazing Impostor er en amerikansk stumfilm fra 1919 af Lloyd Ingraham.

## Medvirkende
- Mary Miles Minter - Joan Hope
- Edward Jobson - Plinius Plumm Plunket
- Margaret Shelby
- Carl Stockdale - Robert La Rue
- Allan Forrest - Kent Standish
- Henry A. Barrows - Herbert Thornton
- George Periolat - Henry Hope
- Demetrius Mitsoras - Mike
- John Gough - Ike